# Entedon tenuitarsis
Entedon tenuitarsis är en stekelart som beskrevs av Thomson 1878. Entedon tenuitarsis ingår i släktet Entedon och familjen finglanssteklar. Arten är reproducerande i Sverige. Inga underarter finns listade i Catalogue of Life.